# 스타킴 엔터테인먼트
스타킴 엔터테인먼트(STARKIM entertainment)는 대한민국의 연예기획사이다. 김대성 (배우), 최재훈이 소속되어 있다.

## 역사
2008년 ‘스타토리’라는 이름으로 설립되어 2012년 3월 '스타킴 엔터테인먼트'에 인수되었으며, 2012년 11월 로엔 엔터테인먼트가 스타킴 엔터테인먼트의 레이블 사로 결정되었다.
2013년 레드애플의 일본 진출에 따라 '유니버설 뮤직 재팬'이 레이블사로 결정되었으며, 2014년에는 레드애플의 세계 진출에 따라 '유니버설 뮤직 그룹'이 레이블사로 추가 되었다. 현재 스타킴 엔터테인먼트의 레이블 사는 '로엔 엔터테인먼트'와 '유니버설 뮤직 재팬','유니버설 뮤직 그룹' 총 3개이다. 그리고 현재 스타킴 엔터테인먼트의 소속 연예인은 김일병 (잭킴/기타리스트)과 레드애플, 재훈 (최재훈) 이 있다.

## 사업
스타킴 엔터테인먼트는 연예 및 연예기획사로 가고 있으며, 음반기획을 목표로 하고 있다.

## 소속 연예인

### 스타킴엔터테인먼트 소속 연예인
| 소속 연예인 | 직업       | 구성원        | 리더   | 데뷔   |
| ----------- | ---------- | ------------- | ------ | ------ |
| 잭킴        | 기타리스트 | -             | -      | -      |
| 레이        | 가수       | 김종서, 잭킴, | 김종서 | 2010년 |
| 김대성      | 배우       | -             | -      | -      |
| 최재훈      | 가수       | -             | -      | 2011년 |

### 연습생
- 류현상 (보컬)

### 탈퇴 연예인
- 이민용, 이성현, 전기욱, 이치훈
- 박건우 (레드애플 멤버/작곡가)(예명: 간지폭풍) - 건우
- 김종서

## 기타
- 스타킴 엔터테인먼트의 레이블사는 '주식회사 로엔 엔터테인먼트' 와 '유니버설 뮤직 그룹'이다.

## 같이 보기
- 레드애플
- 로엔 엔터테인먼트
- 유니버설 뮤직 재팬